# Coco Chanel
Gabrielle Bonheur "Coco" Chanel (født 19. august 1883, død 10. januar 1971) var en fransk modeskaber og grundlægger af modehuset Chanel. Hun er særligt kendt for parfumen "Chanel No. 5" og den kjole, der den dag i dag indgår i mange kvinders garderobe: "Den lille sorte", en elegant knækort kjole i sort stof. I dag er Chanel et internationalt modehus, der sælger både tasker, sko, kjoler, jakkesæt, parfumer og makeup. Coco Chanel var en af de første til at sy lange bukser til kvinder. Det var i 1920'erne, hvor normalt kun mænd gik i lange bukser, og ofte hentede hun inspiration fra herremoden - eksempelvis tweedjakker og matrostøj.
Coco Chanels moderne filosofi, mandeinspirerede kreationer og stræben efter at gøre tøjet bekvemt placerer hende som en af de vigtigste skikkelser i det 1900-tallets modehistorie. Hun var den eneste modedesigner, der blev nævnt i Time 100: The most Important People of the Century (Århundredets vigtigste personer).

## Tidlige liv
Gabrielle Bonheur Chanel blev født i 1883 i Saumur i Frankrig. Hun var den anden datter af Albert Chanel og Jeanne Devolle, der ernærede sig som henholdsvis markedshandler og vaskekone. Forældrene giftede sig året efter, hun blev født. Da de ansatte på fødeklinikken var analfabeter, blev hendes efternavn stavet forkert, og byens borgmester François Poitou noterede det derfor som "Chasnel". Den ukorrekte stavning vanskeliggjorde sporingen af hendes rødder, efter at hun blev berømt under navnet Chanel.
Chanel havde fem søskende: Søstrene Julia (1882-1913) og Antoinette (født 1887) og brødrene Alphonse (født 1885), Lucien (født 1889) og Augustin (født og død i 1891). Familien boede stuvet sammen i et etværelses logi i byen Brive-la-Gaillarde i departementet Corrèze.
I 1895, da Chanel var 12 år, døde hendes mor af tuberkulose, og hendes far forlod familien. Chanel tilbragte de næste seks år på et børnehjem i det romersk-katolske kloster i Aubazine. Her lærte hun at sy. Skoleferierne tilbragte hun hos slægtninge i provinshovedstaden, hvor de kvindelige slægtninge lærte Coco at sy med flere blomster, end nonnerne på klosteret kunne fremvise.
Senere i livet opdigtede hun en falsk historie om sin beskedne start på livet. Hun fastholdt stædigt, at hendes far var rejst til USA for at blive rig efter hendes mors død, mens hun selv blev overladt til to koldhjertede tanter. Hun hævdede, at hun var født i 1893 og ikke i 1883, og at hendes mor døde, da Coco var to år i stedet for tolv.

## Personlige liv og moden
Som 18-årig forlod den ambitiøse unge pige børnehjemmet og tog til byen Moulins for at blive kabaretsangerinde. I denne tid optrådte Chanel og hendes søster i klubber i Vichy og Moulins, hvor hun fik tilnavnet "Coco" - måske fra to af hendes sangnumre: Ko Ko Ri Ko og Qui qu'a vu Coco. Tilnavnet kan også komme fra det franske ord cocotte med den uflatterende betydning "en holdt kvinde", en frille.
Selvom hun ikke fik fast arbejde som sangerinde, var det i Moulins, hun mødte den rige, unge stofarving Étienne Balsan. Han blev hendes elsker, mens hun arbejdede i en skrædderbutik. Balsan gav hende det rige livs diamanter, kjoler og perler. I Frankrig har elskerinder i århundreder været en accepteret del af livet blandt de velhavende, selvom de også har været anset som en slags overklasseprostituerede.
Mens hun boede sammen med Balsan, begyndte Chanel at designe hatte som en hobby, der udviklede sig til at blive hendes levebrød. "Efter at han havde åbnet hendes øjne," som hun sagde, forlod Coco Balsan, og overtog hans lejlighed i Paris.
I 1909 mødte Chanel en af Balsans venner, kaptajn Arthur Edwars "Boy" Capel, som hun indledte en affære med. Capel finansierede Chanels første butik og hendes egen tøjlinje. Capels jersey-blazere inspirerede hendes kreationer. Parret brugte tid sammen i den fashionable badeby Deauville, men han var ikke den trofaste type. Deres forhold varede i ni år, og selv efter at Capel i 1918 havde giftet sig med en engelsk aristokratisk skønhed, brød han aldrig helt med Chanel. Hans død i en bilulykke i slutningen af 1919 var den mest ødelæggende begivenhed i Chanels liv. På stedet for ulykken fik Chanel opsat en mindesten, som hun blev ved med at besøge og lægge blomster ved.
Chanel blev hattesyerske i 1910 og åbnede butikken Chanel Modes i rue Cambon nr. 21 i Paris. Hendes store gennembrud som designer kom i 1912, da teaterskuespillerinden Gabrielle Dorizat brugte en af hendes hatte i Fernand Nozières skuespil Bel Ami. Efterfølgende var Dorizat model for Chanels hatte i Les Modes.
I 1913 etablerede Chanel en butik i Deauville, hvor hun introducerede luksuriøst, men bekvemt fritids- og sportstøj. Hendes karriere som modeskaber tog for alvor fart, da hun åbnede sin næste butik, kaldet Chanel-Biarritz i 1915, som betjente det velhavende spanske klientel, der, uberørt af første verdenskrig, ferierede i den fashionable sydvestfranske badeby Biarritz. I lighed med i Deauville skabte Chanel løst, behageligt tøj i jersey, som på den tid blev brugt til mandeundertøj. I 1919 var Chanel kendt som designer og etablerede sit parisiske modehus i rue Cambon nr. 31, hvor hun også havde sin lejlighed.
I 1920 blev hun af balletimpresarioen Sergei Diaghilev præsenteret for Igor Stravinsky, som skrev Forårsofferet. Hun tilbød ham og hans familie at bo hos hende. I løbet af dette ophold skal Chanel og Stravinsky have haft en affære.
Coco havde affærer med flere af sin tids mest indflydelsesrige mænd, men blev aldrig gift; givetvis fordi hun standsmæssigt ikke kunne godtages i adelen eller de rige familier. En anekdote forlyder, at hun på spørgsmål fra hertugen af Westminister om, hvorfor hun ikke var gift, skal have svaret: "Der har været mange hertuginder af Westminister. Men der findes kun én Chanel." Men selv afviste Chanel at være kommet med udtalelsen.
I 1925 blev Vera Bate Lombardi, der angiveligt var en uægte datter af markis'en af Cambridge, Chanels muse. Lombardis forbindelser åbnede døren for Chanel til flere af Europas kongehuse. Inspireret af Lombardis personlige stil gjorde Chanel det engelske look til mode. Lombardi præsenterede Chanel for sin onkel hertugen af Westminister, sin fætter hertugen af Windsor, og andre i den aristokratiske kreds.

## Anden verdenskrig
Omkring 1939 lukkede Chanel sine butikker. Under anden verdenskrig chokerede hun pariserne med sin affære med den tyske efterretningsofficer baron Hans Günther von Dincklage fra Abwehr, som sørgede for, at hun kunne bo bekvemt på hotel Ritz i Paris, og dermed beholde sine kontakter til den franske overklasse, som til dels var infiltreret af tyske officerer. Hun beholdt også lejligheden over sit modehus i rue Cambon nr. 31 og byggede Villa La Pausa i Roquebrune på den franske riviera.
I 1943 efter fire års adskillelse kontaktede Chanel Lombardi, som da levede i Rom. Hun inviterede hende til Paris for at genoptage samarbejdet. Det var rent faktisk et skalkeskjul for Operation Modellhut, SS-generalen Walter Schellenbergs forsøg på at etablere en hemmelig kontakt med Lombardis slægtning Winston Churchill. Ifølge britiske efterretningsarkiver fejlede foretagendet, fordi Vera Lombardi angav Chanel som tysk spion. Efter krigen blev Chanel afhørt af den franske granskningskommission, men blev løsladt. Det forlyder, at hun mente, hendes gamle ven Winston Churchill havde en finger med i spillet, da hun blev løsladt. Men man tænker sig også, at franske myndigheder ikke ønskede at sætte en kendt person i så dårligt lys i en tid, da landet sled med at genrejse sit image. Chanel stod Walter Schellenberg nær, og da han døde af kræft i Torino, betalte Chanel for hans begravelse.
Som tysk spion fik Chanel kodenavnet "Westminster" inspireret af hendes forbindelse til hertugen. Hun var også i kontakt med Walter Kutschmann, der var ansvarlig for mordene på tyve polske professorer og deres pårørende i Lvov i 1941 og desuden deltog i mordene på flere tusinde jøder i byerne Brzezany og Podhajce i 1942. I 1943 blev han forflyttet til Frankrig, hvor han fungerede som Chanels parisiske SS-kontakt. Kutschmann tog ofte Chanel med på ture til Spanien, og store pengesummer passerede mellem dem.
Chanel har været anset for at være antisemit, motiveret af sin oplevelse med Pierre Wertheimer, som i 1924 ydede Chanel økonomisk støtte til at udvide. Til gengæld blev hun siddende med mindre end ti % andel i sit eget selskab. Hun følte sig udnyttet, og da den nazistiske "arianisering" tvang to tredjedele af jødisk-ejede virksomheder til at sælge til ikke-jøder til en meget lav pris, henviste Chanel til denne lov for at få Wertheimer til at overføre hendes eget selskab til hende. Da han var flygtet til USA, skrev hun 5. maj 1941 til nazistiske myndigheder, at firmaets fulde ejerskab burde tilbageføres til hende: "Jeg har en indiskutabel ret til at prioriteres. Min fortjeneste af det, jeg selv har skabt, har siden grundlæggelsen af dette firma ... været uforholdsmæssig lav." Imidlertid havde Wertheimer allerede overført firmaet til en ikke-jødisk ven, der stillede op som "arisk" stedfortræder. I 1954 var det alligevel Pierre Wertheimer, som hjalp Chanel med at genoptage modefirmaet. Modehuset Chanel tilhører stadigvæk Wertheimer-familien.

## Efterkrigstiden
I 1945 flyttede Chanel til Schweiz og vendte først tilbage til Paris i 1954 for at genoptage sit arbejde inden for modeverdenen. Hendes nye kollektion havde ikke så meget succes hos pariserne, da hendes fraternisering med den tyske besættelsesmagt ikke var glemt. Anderledes positiv var modtagelsen hos briterne og amerikanerne, der nu blev hendes trofaste købere.
Da hun døde på Hotel Ritz, havde hun boet der i 30 år.

## Film om Coco Chanel
- "Chanel Solitaire" (1981). Instrueret af George Kaczender. Blandt de medvirkende er Marie-France Pisier, Timothy Dalton og Rutger Hauer.
- "Coco Chanel" (2008). Amerikansk tv-film. Lifetime Television. Shirley MacLaine spillede den 70-årige Chanel. Christian Duguay instruerede. Barbora Bobulova sås som den unge Chanel. Oliver Sitruk havde rollen som Boy Capel. Også Malcolm McDowell medvirkede. Filmen kunne ses som en omskrivning af Chanel-firmaets historie, da den portrætterede Cocos affærer som kærlighedshistorier, og undlod at berøre hendes samarbejde med nazisterne.
- "Coco før Chanel" (2009). Med den franske skuespillerinde Audrey Tautou som den unge Coco.
- "Coco Chanel & Igor Stravinsky" (2009). Med Anna Mouglalis og danske Mads Mikkelsen i hovedrollerne. Filmen er baseret på en roman af Chris Greenhalgh.